# Bad Gottleuba-Berggießhübel
Bad Gottleuba-Berggießhübel település Németországban, azon belül Szászország tartományban. Lakosainak száma 5498 fő (2023. december 31.). Bad Gottleuba-Berggießhübel Liebstadt, Bahretal, Dohma, Pirna, Königstein/Sächs. Schw., Rosenthal-Bielatal, Altenberg, Petrovice és Tisá községekkel határos.

## Népesség
A település népességének változása:
| Lakosok száma | 5643 | 5633 | 5542 | 5541 | 5498 |
|               | 2017 | 2019 | 2021 | 2022 | 2023 |